# 国鉄タキ150形貨車
国鉄タキ150形貨車（こくてつタキ150がたかしゃ）は、日本国有鉄道（国鉄）に在籍した私有貨車（タンク車）である。

## 概要
本形式は、コールタール専用の35t 積タンク車として1963年（昭和38年）12月14日 に、1ロット1両（タキ150）が新潟鐵工所にて製作された。
本形式の他にコールタールを専用種別とする形式は、他に例がなく唯一の存在であった。
落成時の所有者は、東日本タール製品工業所で、常備駅は横浜線の橋本駅であった。その後1964年（昭和39年）4月30日に日本トレーディングへ、1965年（昭和40年）3月8日に関東タール製品へと名義変更された。同時に常備駅が鶴見線の鶴見川口駅へ移動している。
タンク体は普通鋼（一般構造用圧延鋼材 SS41、現在のSS400）製であり、保温のためにタンク体の外周に厚さ50mmのグラスウールと薄鋼板製の外板が装備されている。荷役方式はタンク上部の液入管からの上入れ、液出管による下出し方式である。
車体色は黒色、寸法関係は全長は12,300mm、全幅は2,488mm、全高は3,845mm、台車中心間距離は8,200mm、実容積は29.6m3、自重は18.7t、換算両数は積車5.5、空車1.8であり、台車はベッテンドルフ式のTR41Cである。
1974年（昭和49年）8月28日 に廃車となり同時に形式消滅となった。